# Амилахвари
Амилахвари (груз. ამილახვარი, рус. Амилахваровы, Амилахоровы, Амилахановы ) — старинный грузинский княжеский род из Картли.

## История рода
Род князей Амилахвари ведет своё происхождение от дворянина Иотама Зедгенидзе, который в 1465 году спас жизнь царя Грузии Георгия VIII.
Род Зедгенидзе известен по грузинским источникам начиная с XI века. Предание гласит, что во время похода царя на непокорного владетеля княжества Самцхе-Саатабаго Кваркваре II Джакели, заговорщики подослали убийц в лагерь царя, возле озера Паравани. Иотам узнав об этом предупредил царя, но тот не поверил, и тогда Иотам обратился к нему со словами: «Разреши провести эту ночь в твоей постели и проверить истинность моих слов!», на что царь Георгий дал своё согласие.
Ночью заговорщики пробравшись в царский шатер убили спящего в ней Иотама. В награду за преданность царь пожаловал детей Иотама землями и наследственными должностями — моуравов города Гори и амилахоров (командующий конницей), от этой должности и происходит фамилия рода. Грузинская православная церковь за спасение жизни помазаника Божьего причислила Иотама Зедгенидзе к лику святых.

Уже в начале XVIII века царь Вахтанг VI в своем судебнике, определяя цену крови (сумму возмещения за убийство) ставит главу рода Амилахвари на третье место по знатности среди картлийских феодалов. 

Многие члены рода занимали высокие придворные чины в Картлийском царстве (сахултухуцесов, эшикагабашей, бокаултухуцесов, корчибашей и т. д.). Два представителя рода были католикос-патриархами Грузии: Христапоре II (1638—1660) и Николоз VII (1676—1687, 1691—1695). 

Фамилия князей Амилахвари числится в списке князей и дворян Грузии, приложенном к Георгиевскому трактату 1783 года. 

В княжеском достоинстве Российской империи род князей Амилахвари, был Высочайше утвержден 20 сентября 1825 года, и внесен в V часть Грузинской (Тифлисской) гебернии. Пятнадцать семей рода Амилахвари (81 человек обоего пола) внесены были в именной посемейный список князей и дворян Грузии в 1851 г.

## Известные представители

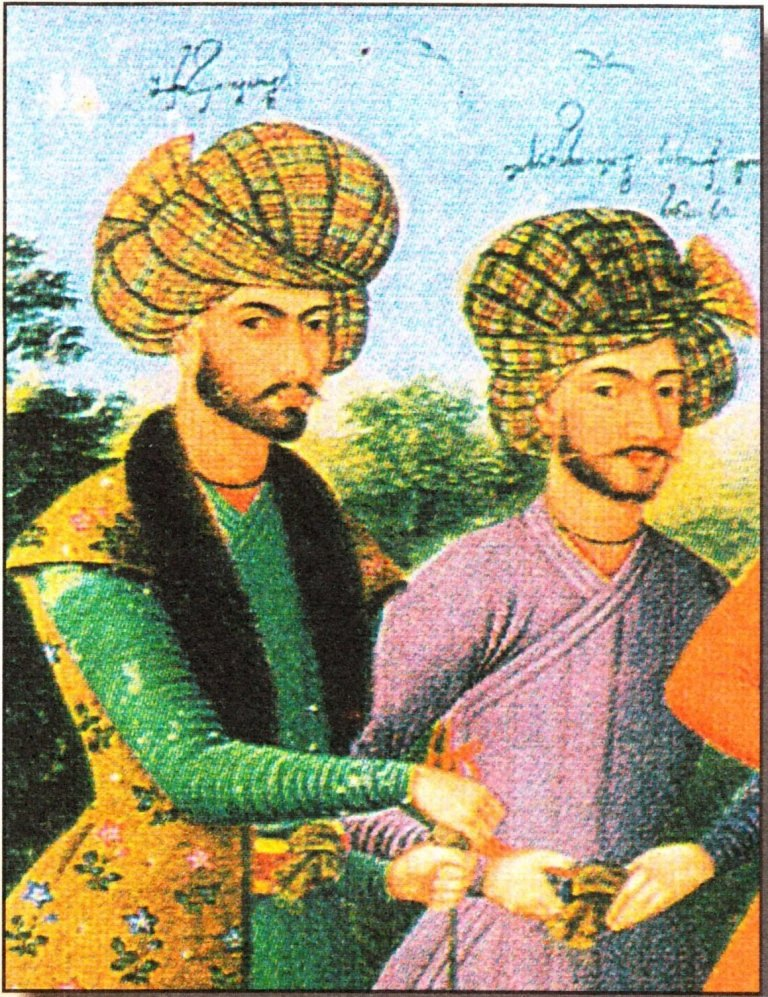
Гиви Амилахвари (справа) и царь Арчил II.

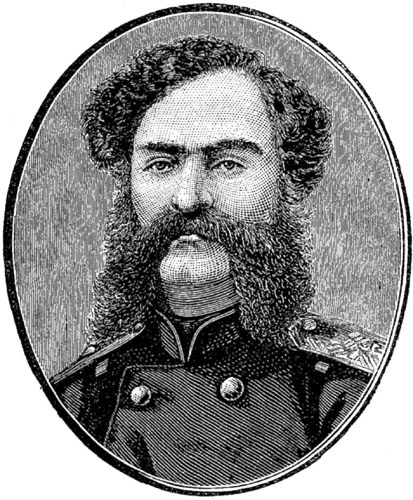
генерал от кавалерии Иван Гивич Амилахвари

- Бардзим, князь. Упоминается в 1569—1581 гг. В числе других вельмож Картли вместе с князем Вахтангом Мухранбатони, вступил в переговоры с турками напавших на Грузию, под предводительством Лала-паши в 1578 г., что спасло население Картли от истребления[7]
- Тинатин (?—1593), княжна. Была первой женой царя Кахети Александра II (1527—1605)[1]
- Тамара, княжна. Была замужем за шахом Ирана Аббасом (1571—1629)[1]
- Амилахвари, Александр Владимирович (1879—1968) — полковник царской армии[8]
- Амилахвари, Гиви Иванович (1874—1943) — русский генерал[9]
- Амилахвари, Дмитрий Георгиевич (1906—1942) — князь, офицер французской армии, подполковник Иностранного легиона, герой французского Сопротивления.
- Амилахори, Иван Гивич (1829—1905) — князь, генерал-адъютант, генерал от кавалерии, один из выдающихся боевых деятелей Кавказа
- Амилахвари, Константин Георгиевич[фр.] (1904—1943) — князь, адъютант Французского Иностранного легиона.

## Владения
Владения рода Амилахвари находились в Картли и составляли одну из главных синьорий царства — Саамилахвро, с замками Каспи и Схвило, крепостью в Квемо Чала, и городом Гори, а также монастырями Самтависи (родовая усыпальница) и Шиомгвиме

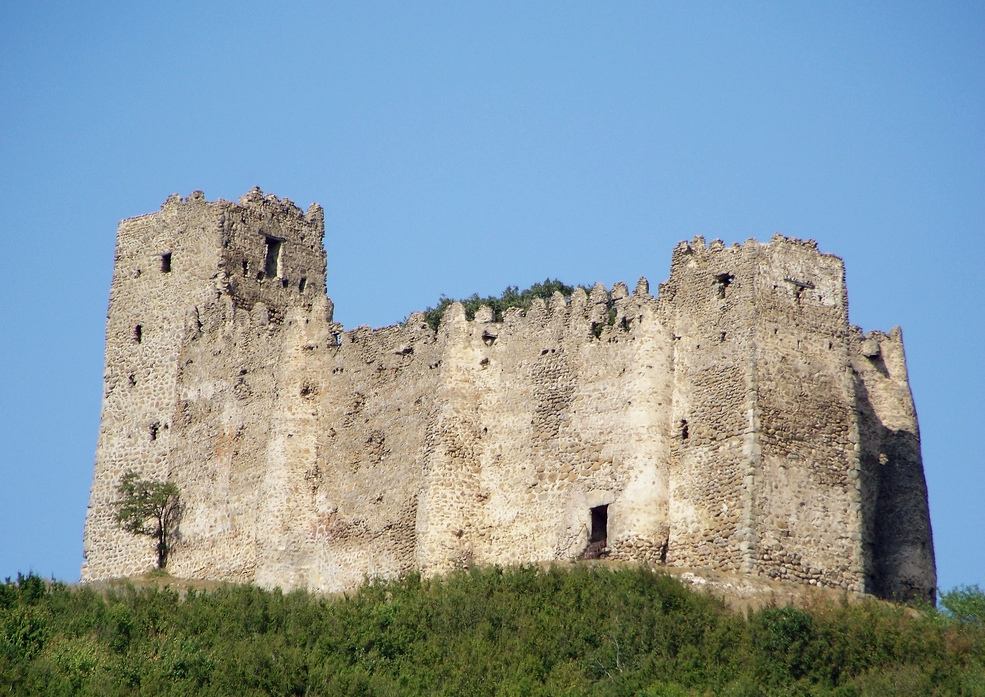
крепость Схвило, резиденция рода Зедгенидзе (Амилахвари) в XIV - XVII вв.
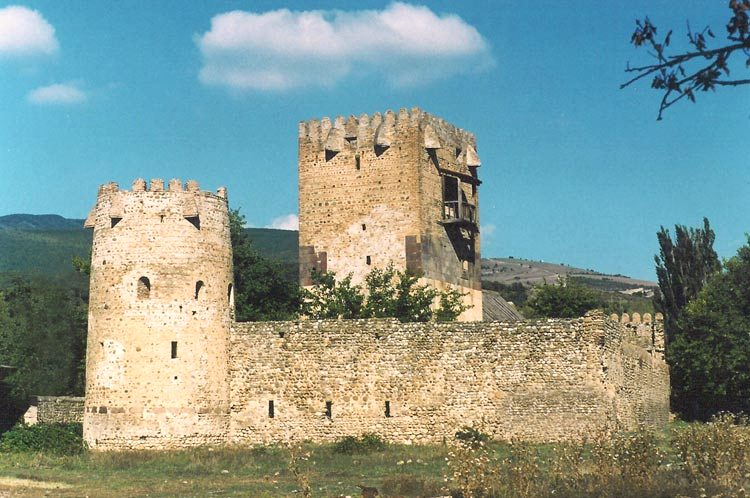
крепость в Квемо Чала, резиденция рода Амилахвари в нач. XVII- кон. XVIII вв.
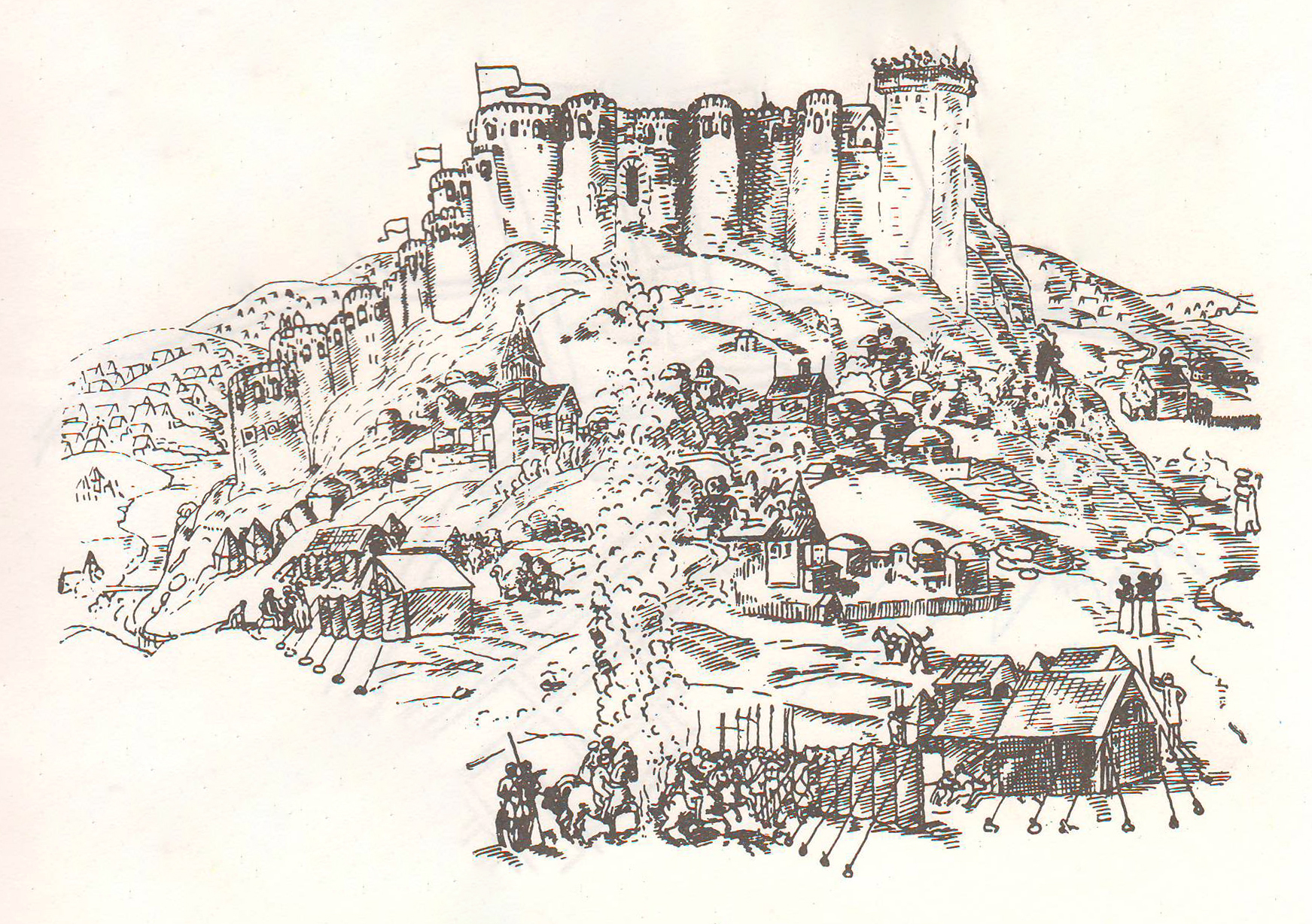
крепость в г. Гори, моуравами которого были Амилахвари
храм Самтависи - фамильная усыпальница рода Амилахвари.

## Герб
Самым ранним из дошедших до нас гербов рода Амилахвари является герб князя Александра Дмитриевича Амилахвари (1750—1802), известный из книги «История георгианская о юноше князе Амилахорове», СПб., 1779 г., написанной самим князем Александром. В ней на первых страницах помещен гравированный портрет автора, а под ним герб (см. рис. 1 на илл). Центральной фигурой герба является изображение заколотого в кровати человека — в память о подвиге Иотама Зедгенидзе.
Второй вариант герба известен из письма царевича Теймураза Георгиевича (1782—1846) к графу Павлу Осиповичу Симонич от 21.09.1845 г. Оба они были женаты на родных сестрах Анне и Елене Отаровнах Амилахвари. В письме среди прочего содержится рисунок (см. рис. 2 на илл.) и описание герба Амилахвари: 

« Объяснение Герба князей Амилахваровых. 
1-е) Корона Княжеская. 
 2-е) Белая мантия украшенная золотом, белый цвет означает чистоту сердца, или безпорочность онаго; украшение золотом означает Княжеское величие 
3-е) Знамя Св. Победоносца Георгия, означает что при Царях Грузинских было обычаем, чтоб всегда иметь на правом фланге войска, и правого фланга был Главный Начальник Князь Амилазваров. Первые Начальники Грузинского войска именовались в древния времена Спаспетом, или Спасаларом, а потом Сардаром (сии имена означают Военный Начальник) 
4-е) Батфорты со шпорами в Грузии в древние времена, кроме Главного Военного Начальника никто не имел право носить. 
5-е) Солнце означает Царя или Государя, как солнце благосиянием своим наградит плодородную землю дар растения, также и Цари своим отлично верноподданным. Впереди солнца жертвенник и на оном чаша наполненная кровью, изливающаяся из нея, эта имблема означает что во времена Царя Все-Иверского, то есть Всея Грузии при Царе Георгии VIII родом Давида Багратиона, при нем был Дворянином Иотам Зедгенидзе, который пожертвовал своей жизнью с пролитием крови за Царя Георгия, такового подобного примера никогда не бывало, так что из некоторых Грузинских Вельмож, советовались между собой убить Царя Георгия, и как скоро узнал Иотам Зедгенидзе об умысле их скрытно объявил о сем Царю, но Царь не поверил ему, не предполагая от них сего умысла; для спасения Царя с усердием просил его позволить ему лечь в его постель, и советовал собрать с собой верных людей и подстеречь своих врагов, и тогда может узнать Царь истинную ли правду, что он объявил, и просил у Царя если я буду жертвой Вашей, только одна моя просьба иметь покровительство моему семейству: Царь согласился по его совету, объявя своё согласие, и в назначенную ночь, когда преступники хотели убить Царя, Иотам лег в постель Царя; Царь наблюдая в сие время за врагами, которые пришли в полночь исполнить злонамерение, предполагая, что Царь спит на своей постеле и убили мечом Иотама вместо Царя. Как увидил Царь сие злодияние, явился с своими людьми и всех преступников поймал и по законам их наказал; увидел Царь такую жертву, сделал его детей Князьями и Вельможами как то Сардарами (Главными Начальниками правого фланга) и Амилахварами, что начальник Вообще всех военных орудий и наградил большим имением в Карталинской области и Ахалцызской, и назначил Архиерейский Монастырь в Самтависи для похаранения их покаления. выше писаное происшествие было в 1465-м году от Р. Х. и от сего времени фамилия их началась именоватся князья Амилахваровыми. Впоследствии их покаления во всех случаях с полным усердием служили своей кровию Грузинским Царям и Отечеству. После некоторого продолжения времени семеро родных братьев Амилахваровых поколения Иотама были в сражении с Турками около Мцхеты и близь Мгвимской пустыни, Грузинския войска сражались с Турками и победили, но были убиты седьм братьев Амилахваровых и похоронены в одной могиле в Мгвимской пустыне, они были известны своей храбростию и примерно служили Царю и Отечеству, всегда отличалось поколение их. 
6-е) Крепость означает Горийскую крепость, которая в Карталии была знаменитым украшением, и была препоручена под Начальство Князя Амилахвара, он же был моуравом города Гори и Диванбегом Карталии. 
7-е) Все эти военные Орудия, которыя на Гербу означают Сардарские знаки. 
8-е) Два единорога употребляются большею частию при Княжеских Гербах. 
9-е) Команда Князя Амилахвара была все Карталинцы воины и сверх того все конницы Татарской из Казацкой дистанции»
Третий вариант (см. рис. 3. на илл.) известен с мемориальной доски, подаренной князю Ивану Гивичу Амилахвари сослуживцами. Она хранится в Тбилиси в Грузинском национальном музее.
Четвертый вариант герба, сильно отличающийся от всех предыдущих известен из книги Арно Шаффанжона «le Petit Gotha» изданной в Париже в 1968 г. На нем изображена, не характерная для гербов родов Восточной Грузии фигура — золотое руно.
Всего известно около 14 вариантов герба рода Амилахвари, в той или иной степени отличающихся друг от друга.

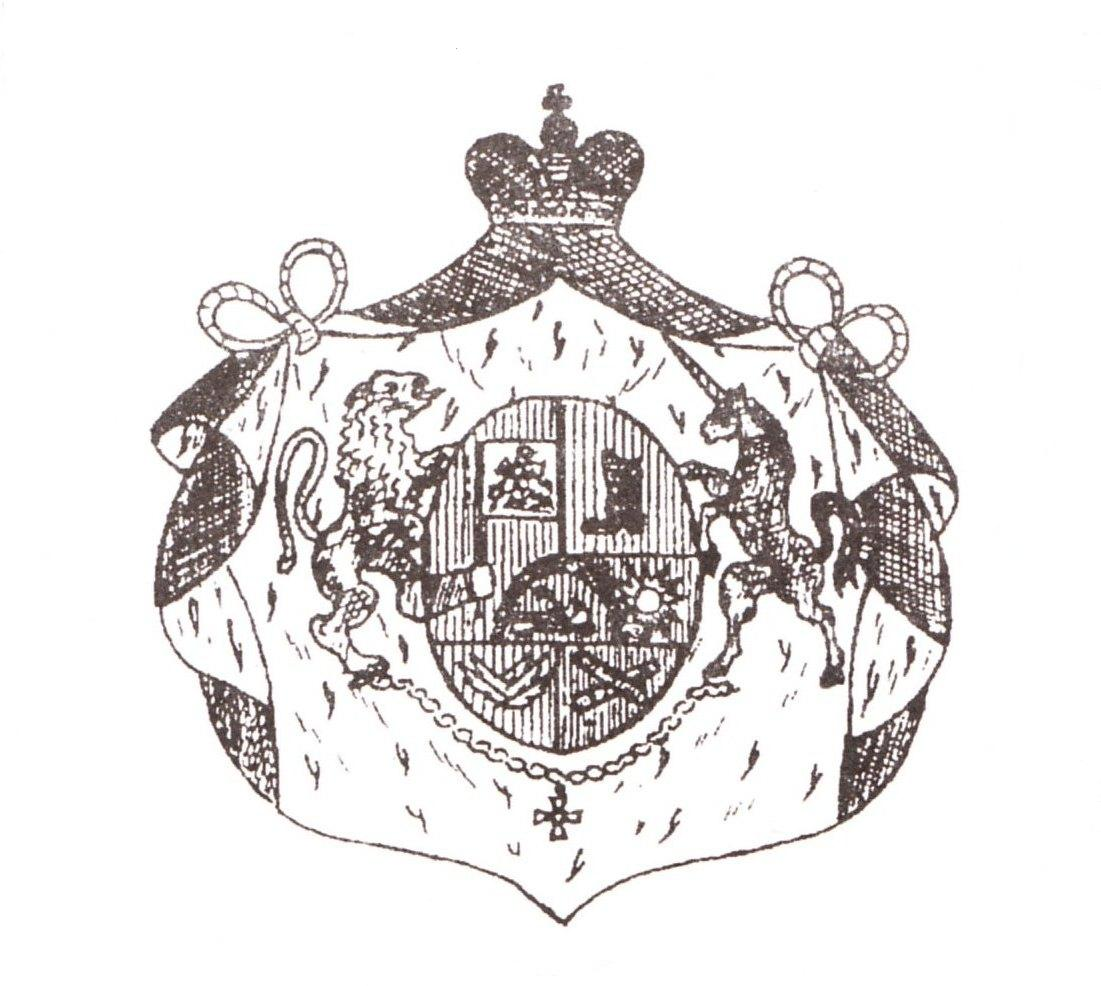
(рис. 1) герб князя Александра Дм. Амилахвари (1779 г.)
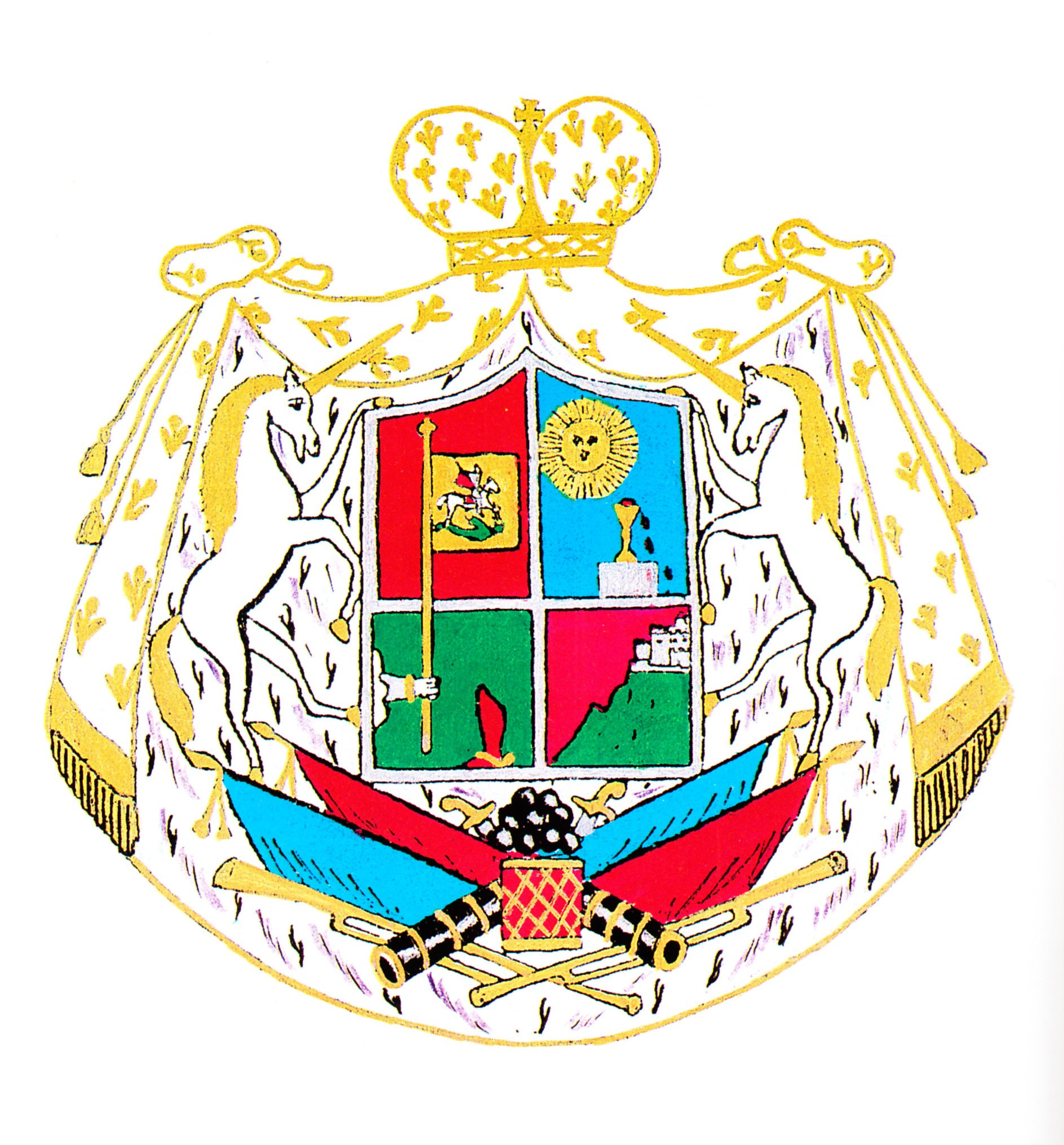
(рис. 2) герб князей Амилахвари, согласно царевичу Теймуразу (1845 г.)
(рис. 3) герб князя Ивана Гивича Амилахвари
(рис. 4) герб князей Амилахвари по Арно Шаффанжону

## Родственные фамилии
Одного происхождения с родом князей Амилахвари являются картлийские дворяне Зедгенидзе, кахетинские князья Гурамишвили (Гурамовы) и Тусишвили (Тусиевы), так же происходящие от рода Зевдгенидзе.
Ответвлениями рода Амилахвари являются также картлийские князья Хидирбегашвили (Хидирбеговы), происходящие от жившего в XVII веке князя Хидирбега Амилахвари, а также имеретинские дворяне Амилахвари.

## Дворянские роды вассалы
Ратишвили, Зедгенидзе, Мусхелашвили, Вачианидзе, Кавтарадзе, Элиозисшвили, Месхисшвили, Натисшвили, Насидзе, Цицинадзе, Шалигашвили, Нанашвили.